# صمد سرداری‌نیا
صمد سرداری‌نیا (۲۱ اردیبهشت ۱۳۲۶، تبریز - ۲۲ فروردین ۱۳۸۷، تبریز) تاریخ‌نگار و پژوهشگر «تاریخ معاصر آذربایجان» است.
سرداری‌نیا در ۲۱ اردیبهشت ۱۳۲۶ در محله امیرخیز تبریز به دنیا آمد و پس از اتمام تحصیلات ابتدایی تا دبیرستان، در سال ۱۳۴۶ در مقطع کارشناسی تاریخ در دانشگاه تبریز پذیرفته شده و در سال ۱۳۵۰ فارغ‌التحصیل شد. وی پس از استخدام در صدا و سیما، در دانشگاه تهران به تحصیل در رشته حقوق قضائی پرداخته و در سال ۱۳۵۷ فارغ‌التحصیل شدند.
وی پس از انقلاب ۱۳۵۷ در مطبوعات ترکی و فارسی زبان ایران به ارائه مقالات علمی در زمینه تاریخ معاصر آذربایجان پرداخت و از آغاز انتشار مجله وارلیق، یکی از اعضای اصلی هیئت تحریریه آن بود.
وی در سال ۱۳۸۲ از طرف دانشگاه ملی باکو، ای افتخاری دریافت کرد.
سرداری نیا چند ماه آخر عمر خود از عارضه معده رنج می‌برد و در شامگاه ۲۲ فروردین ۱۳۸۷ درگذشت.

## کتاب‌ها
لیست کتابهایی که سرداری‌نیا تألیف نموده‌اند:
- تبریز مهد صنعت چاپ در ایران (۱۳۸۴)
- قره‌باغ در گذرگاه تاریخ (۱۳۸۴)
- سیری در تاریخ آذربایجان (۱۳۸۶)
- تبریز شهر اولین‌ها (۱۳۸۱)
- قتل‌عام مسلمانان در دو سوی ارس (۱۳۸۵)
- دارالفنون تبریز، دومین مرکز آموزش عالی ایران (۱۳۸۲)
- باکو شهر نفت و موسیقی (۱۳۸۵)
- جنگ قره‌باغ (۱۳۸۴)
- مشاهیر آذربایجان (۱۳۷۹)
- نقش مرکز غیبی تبریز در انقلاب مشروط‌یت ایران (۱۳۶۳)
- علی مسیو: رهبر مرکز غیبی تبریز (۱۳۵۹)
- باقرخان سالار ملی (۱۳۶۹)
- ملانصرالدین در تبریز (؟)
- تاریخچه تئاتر آذربایجان (؟)
- تاریخ روزنامه و مجله‌های آذربایجان (؟)
- ایروان یک ولایت مسلمان نشین بود (؟)